# Teretiopsis
Teretiopsis é um gênero de gastrópodes pertencente a família Raphitomidae.

## Espécies
- Teretiopsis abyssalis Kantor & Sysoev, 1989[2]
- Teretiopsis hyalina Sysoev & Bouchet, 2001[3]
- Teretiopsis levicarinatus Kantor & Sysoev, 1989[4]
- Teretiopsis nodicarinatus Kantor & Sysoev, 1989[5]
- Teretiopsis thaumastopsis (Dautzenberg & Fischer H., 1896)[6]